# ノア・アルガマニ
ノア・アルガマニ (Noa Argamani、ヘブライ語: נועה ארגמני) は、イスラエルに対する2023年のハマスによるイスラエル攻撃の一環として行われたレイム音楽祭虐殺事件中にハマースに誘拐された人物。
ハマースが公開した虐殺に関する最初のビデオの一つには、彼女がバイクで連行される際に「私を殺さないで！」と叫ぶ様子が映っていた。彼女は、同じく誘拐されたボーイフレンドに向かって両腕を伸ばしていた。 彼女の誘拐の映像は人質事件の象徴となり、アルガマニは「ノヴァ音楽フェスティバルの人質の顔」と評されるようになった。
2024年3月、末期の脳腫瘍を患っていたアルガマニの中国生まれの母親は、娘に最後にもう一度会いたいと公に嘆願した。アルガマニは2024年1月に公開されたハマースのビデオに登場していたため、家族はアルガマニがまだ生きているという兆候を持っていた。

2024年6月8日、245日間の監禁の後、アルガマニと他の3人の人質はイスラエル国防軍、イスラエル総保安庁、イスラエル警察の合同作戦によりガザから救出された。その後、彼女は家族と再会した。彼女の母親は救出から3週間後に亡くなった。
日本の漫画家がノア・アルガマニを題材にした漫画を描きました。